# Supergranulació

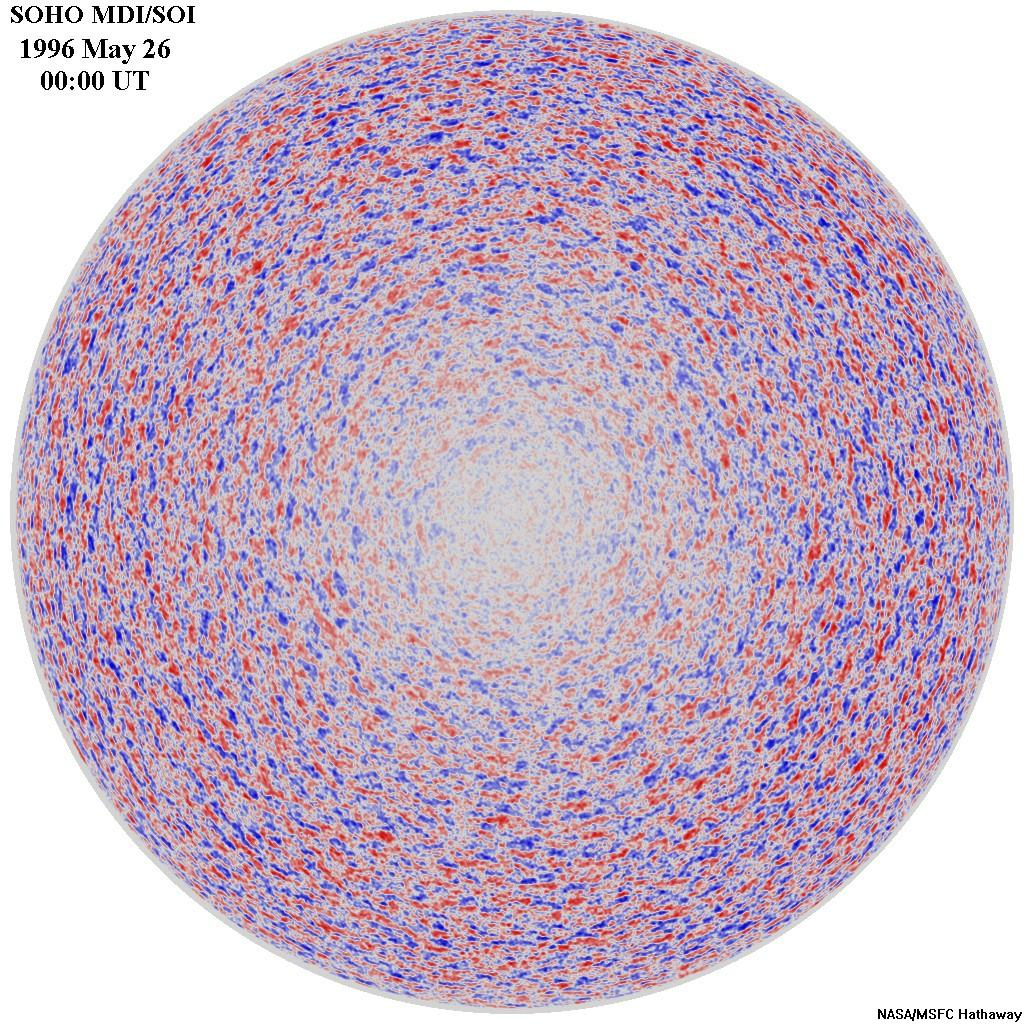
Supergranulació a la cromosfera solar

La supergranulació és una estructura típica de la superfície del Sol formada com un mosaic de cèl·lules lluminoses de prop de 30.000 km amb un comportament ondulatori amb períodes de 6 a 9 dies, produïdes pel moviment de la fotosfera (interpretat com una manifestació de la zona de convecció de sota de la fotosfera) paral·lelament al moviment horitzontal del Sol a una velocitat de 0,3 a 4,0 quilòmetres/s.
La supergranulació s'ha interpretat durant molt de temps com una escala de convecció específica, però el seu origen no es coneix de manera precisa. Tot i que l'existència de grànuls a la fotosfera és un fenomen ben documentat, encara no se'n coneix la naturalesa i si hi ha estructures de granulació de grans dimensions. Alguns autors en suggereixen l'existència de tres escales diferents d'organització:
- La granulació amb diàmetres que varien entre els 150 i els 2.500 km
- La mesogranulació amb diàmetres entre els 5.000 i els 10.000 km
- La supergranulació amb diàmetres superiors als 20.000 km.

Els grànuls es consideren normalment signes de cèl·lules convectives que formen una estructura jeràrquica; els supergrànuls, per tant, es podrien fragmentar en les capes superiors en mesogrànuls més petits, que alhora es podrien dividir en grànuls encara més petits a la superfície. El material fluiria cap avall en línies fosques que separarien els grànuls en les divisions entre supergrànuls, que són concentracions més grans de gasos freds, de manera anàloga als rius que es connecten amb els afluents. Aquestes interpretacions són força especulatives i calen futures investigacions per confirmar-les.

## Història
Fou descoberta als anys cinquanta per A. B. Hart mitjançant mesures de velocitat Doppler que mostraren la presència de fluxos horitzontals a la fotosfera (a una velocitat del flux de 300 a 500 m/s). Posteriorment, Leighton, Noyes i Simon establiren una mida típica d'uns 30.000 km per als supergrànuls amb una vida al voltant de 24 hores.